# 埃尔科莱·安东尼奥·马蒂奥利
埃尔科莱·安东尼奥·马蒂奥利（義大利語：Ercole Antonio Mattioli，1640年12月1日—1694年），意大利政治家，为曼托瓦公爵卡洛三世的大臣。他被认为可能是铁面人的身份之一。
马蒂奥利出生在瓦伦扎，此地今日属亚历山德里亚省。他作为曼托瓦公爵卡洛三世的大臣，卡洛三世同时拥有蒙菲拉托侯爵的头衔，拥有战略要塞卡萨莱蒙费拉托。路易十四想得到这个要塞，愿意为其支付100,000埃居。因为法国的占领可能不受欢迎，必须保密直到交易最终确定。
马蒂奥利成功谈成交易并背信弃义，路易十四很大方地奖赏了他。然而当法国军队要占领这个城堡的时候，马蒂奥利将秘密交易泄露给了奥地利、萨伏伊、西班牙和威尼斯政府，可能是为了额外的奖赏。路易十四只得取消了交易并撤离城堡，虽然他在两年后再度占领了这个城堡。
1679年，路易十四命令法国使者d'Estrades绑架了马蒂奥利，将其带回法国。马蒂奥利被关押在皮内罗洛要塞，最终被单独监禁起来。到了1680年，他被描述为近乎疯癫。他的男仆也被绑架来帮助他。
1694年，马蒂奥利在圣玛格丽特岛的禁闭中死去。
同一时期的神秘囚犯铁面人，在下葬时使用“马尔基奥利”（Marchioly）这个名字，有学者据此认为马蒂奥利可能是铁面人。